# Pepe Céspedes
René Ysel Céspedes Duarte, más conocido como Pepe Céspedes  (Buenos Aires, 31 de marzo de 1966), es un músico y compositor de rock argentino, es el bajista de la banda de rock Bersuit Vergarabat.  

## Biografía
Nacido en el barrio de Barracas, al sur de la ciudad de Buenos Aires y descendiente de una familia originaria de Paraguay, Céspedes comenzó a estudiar música en su juventud. 
Céspedes formó parte de la banda desde 1989, tras el alejamiento del primer bajista original de la formación, Miguel Jara. Ha compuesto o coescrito, grandes de los éxitos de la agrupación como: «A los tambores», «Vuelos», «Sin cerebro», «Canción de Juan», «Toco y me voy», «Negra murguera» y «Veneno de humanidad», entre otros. 
A comienzos del año 2005 ganó, junto con el resto de la banda, el Premio Gardel de Oro por el disco La Argentinidad al Palo. En el año 2007 tocó frente a 66.000 personas en el Estadio Monumental de River Plate, hecho que colocó a la banda entre las más convocantes del país.
Recibió el Premio Konex conjuntamente con Gustavo Cordera y Juan Subirá, en sus condiciones de integrantes del conjunto Bersuit Vergarabat.
En el año 2009 con la separación de Bersuit, formó parte del proyecto De Bueyes con los restos de sus compañeros de banda, hasta su regreso de la Bersuit en 2012.  Aparte de ser el bajista del grupo; Céspedes también sabe tocar la guitarra, el guitarrón, el ukelele y en ocasiones ha tomado el rol de vocalista.

## Discografía

### Con Bersuit Vergarabat
- Y Punto (1992)
- Asquerosa Alegría (1993)
- Don Leopardo (1996)
- Libertinaje (1998)
- Hijos del Culo (2000)
- De la cabeza con Bersuit Vergarabat, en vivo (2002)
- La Argentinidad al Palo (2004)
- Testosterona (2005)
- Lados BV (2006)
- ? (2007)
- La Revuelta (2012)
- El baile interior (2014)
- La nube rosa  (2016)
- De la cabeza 2, en vivo (2019)
- Cocoliche Life (2024)

### Con De Bueyes
- Más que una yunta (2009)